# سارگمین
شهر سارگُمین (به فرانسوی: Sarreguemines) که زارگموند (به آلمانی: Saargemünd) نیز نامیده می‌شود در شهرستان موزل (Moselle) در ناحیه لورن (Lorraine) با جمعیت ۲۱٬۹۶۵ نفر در کشور فرانسه واقع شده‌است